# Cisampih (Jatigede)
Cisampih is een bestuurslaag in het regentschap Sumedang van de provincie West-Java, Indonesië. Cisampih telt 2442 inwoners (volkstelling 2010).